# きらきら星変奏曲
フランスの歌曲『ああ、お母さん、あなたに申しましょう』による12の変奏曲（独: 12 Variationen über ein französisches Lied "Ah, vous dirai-je, maman"）ハ長調 K. 265 (300e) は、ヴォルフガング・アマデウス・モーツァルトが作曲したピアノ曲である。主題に用いられた旋律から、日本では『きらきら星変奏曲』（きらきらぼしへんそうきょく）の愛称で親しまれている。

## 概要
本作は、主題に当時流行していたフランスの歌曲『ああ、お母さん、あなたに申しましょう』（ "Ah! vous dirai-je, maman" ）の旋律を用いていることから、かつてはモーツァルトがパリに滞在していた1778年の4月から9月にかけて作曲されたものと推測されていたが、モーツァルトの筆跡研究で有名な音楽学者のヴォルフガング・プラース（Wolfgang Plath）によれば、本作の自筆譜の分析を行ったところ、1781年から82年頃にウィーンで作曲されたものと推測され、現在ではこの説が有力となっている。
楽譜は1785年に出版され、弟子のヨーゼファ・バルバラ・アウエルンハンマーに献呈されているが、モーツァルトのピアノのための変奏曲は『デュポールのメヌエットによる9つの変奏曲 ニ長調』（K. 573）を除いて全て生前に出版されており、このことからも変奏曲が非常に人気のあるジャンルだったことが窺える。
主題に用いられた歌曲は後に童謡『きらきら星』として知られるようになったため、日本では『きらきら星変奏曲』の愛称で呼ばれるようになったが、『きらきら星』の歌詞が書かれたのはモーツァルトの死後のことである。また、あくまでもモーツァルトは既存の歌曲の旋律に基づく変奏曲を書いたのであり、この旋律そのものの作曲者ではない。

## 曲の構成
| フランスの歌曲『ああ、お母さん、あなたに申しましょう』による12の変奏曲 （きらきら星変奏曲）ハ長調 K. 265 (300e), MIDI, 11分51秒, 43 KB |

ハ長調、4分の2拍子。主題と12の変奏で構成され、演奏時間は約12分。
- 主題
お使いのブラウザーでは、音声再生がサポートされていません。音声ファイルをダウンロードをお試しください。
前述の通り、主題の旋律は当時フランスで流行していた、娘が自分の想う人のことを母親に打ち明ける恋の歌『ああ、お母さん、あなたに申しましょう』（ "Ah! vous dirai-je, maman" ）による。また、現在『きらきら星』として知られる曲よりも少し装飾がなされている。
- 第1変奏
16分音符と巧みな半音階の導入できらびやかな効果を出している。
- 第2変奏
左手のずっしりとしたアルペッジョが速いパッセージで登場する。
- 第3変奏
右手のアルペッジョで美しい音色を出す。
- 第4変奏
左手が10度飛ぶ厄介な部分。気まぐれな雰囲気を出す。
- 第5変奏
ここでは一度静まり返る。軽々しい和音に不協和音が一部混ざることにより、更にかわいらしさがあふれる。
- 第6変奏
左手の速いパッセージと、和声的な右手の旋律。途中から右手にも速いパッセージが登場する。
- 第7変奏
右手の1オクターヴのスケールで始まり、壮大さが生まれる。
- 第8変奏
ハ短調に転じ、ここでは短調の雰囲気で重々しく流れる。
- 第9変奏
ハ長調に戻り、軽快な音が響き渡る。
- 第10変奏
両手が交差し、和音と共に盛り上がる。
- 第11変奏 アダージョ
少々主題に手が加えられた部分もある。ゆっくりめで温和な雰囲気であり、最終変奏の前の緩徐楽章的な役割。
- 第12変奏 アレグロ
拍子が4分の3拍子になる。左手の速いパッセージで始まり、非常に速い。最後は大いにクレッシェンドして曲が終わる。

## 備考
- 荒川沖駅・土浦駅・神立駅で、この楽曲が発車メロディとして使用されている。
- コナミ（現：コナミデジタルエンタテインメント）から1996年に発売されたシューティングゲーム『セクシーパロディウス』のキャラクター選択画面で、この曲をアレンジしたものが使用されている。
- 漣一弥（現：漣ミサ）による漫画「第九のマギア」の登場人物のひとりであるモーツァルトが使用する魔曲のひとつとして本作が登場する。
- ピアニストの角野隼斗（Cateen）が、2020年7月にこの楽曲からインスパイアされた「7 levels of Twinkle Twinkle Little Star（7つのレベルのきらきら星変奏曲）」をYouTubeに投稿し[2]、同年11月に同曲の楽譜を出版した。2025年3月にはYouTubeチャンネルの「THE FIRST TAKE」にて角野が同曲を一発撮りで披露した[3]。